# La montagna Sainte-Victoire (Cézanne 1905)
La montagna Sainte-Victoire è una serie di dipinti ad olio su tela  realizzati dal pittore francese Paul Cézanne. Il dipinto qui presente è stato realizzato tra il 1905 e il 1906 ed è attualmente conservato nel Museo Puškin di Mosca.
L'opera raffigura il Sainte-Victoire, massiccio calcareo nella valle nei pressi di Aix-en-Provence, luogo molto familiare all'autore fin dall'infanzia. La montagna Sainte-Victoire è uno dei temi più frequentemente trattati dal pittore, fonte inesauribile di ispirazione per l'artista francese,  questo è uno degli ultimi.

## Descrizione
Cézanne lavorerà a questo "motivo" per oltre vent'anni, realizzando diversi acquarelli e molti dipinti ad olio. La ricerca di sintesi si fa ancora più forte nella serie di dipinti dedicati alla montagna di Sainte-Victoire realizzati durante l'ultima fase dell'attività dell'artista. Il desiderio di rendere la sua arte il più possibile espressione naturale e concreta spinge il pittore ad affermare: "Il colore è biologico, è vivente, è il solo a far viventi le cose", e ancora  "Per dipingere bene un paesaggio devo scoprire prima le sue caratteristiche geologiche". Si direbbe che il senso dell'arte di Cézanne consista in un incessante tentativo di portare alla luce ciò che in natura è immutabile, eterno, per riconoscere come riflesso nell'occhio che lo contempla, seppure per un istante, la medesima divina proprietà. È lui stesso a svelarcelo: "Ora, la natura, per noi uomini, è più profonda che in superficie, e da ciò la necessità di introdurre nelle nostre vibrazioni di luce, rappresentate dai rossi e dai gialli, una somma sufficiente di colori azzurrati per far sentire l'aria". Questo nesso tra percezione, rappresentazione e conoscenza si pone alla base della dissoluzione della forma che verrà poi operata dalle avanguardie novecentesche, in particolare dal Cubismo: lo spazio della pittura non è più dell'occhio ma dell'intelletto.
Mentre in un primo momento Cézanne aveva trattato il soggetto in maniera figurativa, successivamente esso si riduce a forme sempre meno nitide e definite e sempre più astratte. Cézanne ha costruito il paesaggio attraverso l'accostamento di toni freddi con toni più caldi; il cielo contiene lo stesso verde del paesaggio, le zone di tela nuda, invece, sottolineano la natura bidimensionale della superficie.

## Curiosità ed approfondimenti
• Questo quadro viene "usato" in un romanzo noir di Antonio Muñoz Molina: L'inverno a Lisbona. 
Ecco la descrizione dell'autore: I colori, diluiti nell'acqua o nella lontananza, disegnavano sullo spazio bianco una montagna violetta, una pianura di leggere macchie verdi che sembravano alberi o ombre di alberi in un brunito pomeriggio d'estate, un sentiero che si perdeva verso il declivio, una casa bassa e sola con una finestra abbozzata, un viale alberato che quasi la occultava, come se qualcuno avesse scelto di vivere lì per nascondersi, per guardare solamente la cima della montagna violetta.
Verrebbe da chiedersi se Molina si riferisce effettivamente a questa versione della montagna di Sainte-Victoire e non a un'altra (ad esempio una di quelle eseguite ad acquerello) in quanto l'espressione I colori, diluiti nell'acqua non può riferirsi a un dipinto eseguito ad olio (questa tecnica, infatti, non prevede l'acqua come diluente). L'espressione però potrebbe spiegarsi anche come la volontà di utilizzare una forma poetica (infatti il brano prosegue con o nella lontananza). Altrimenti si tratterebbe di un errore (seppur veniale) dell'autore. 
• Un rimando all’attività pittorica dell’artista si ritrova anche nell’opera Il libro contro la morte dello scrittore Elias Canetti, dove la ferma e costante opposizione alla morte da parte dell’autore è paragonata al dipingere ripetutamente lo stesso soggetto. 